# Alice Terry

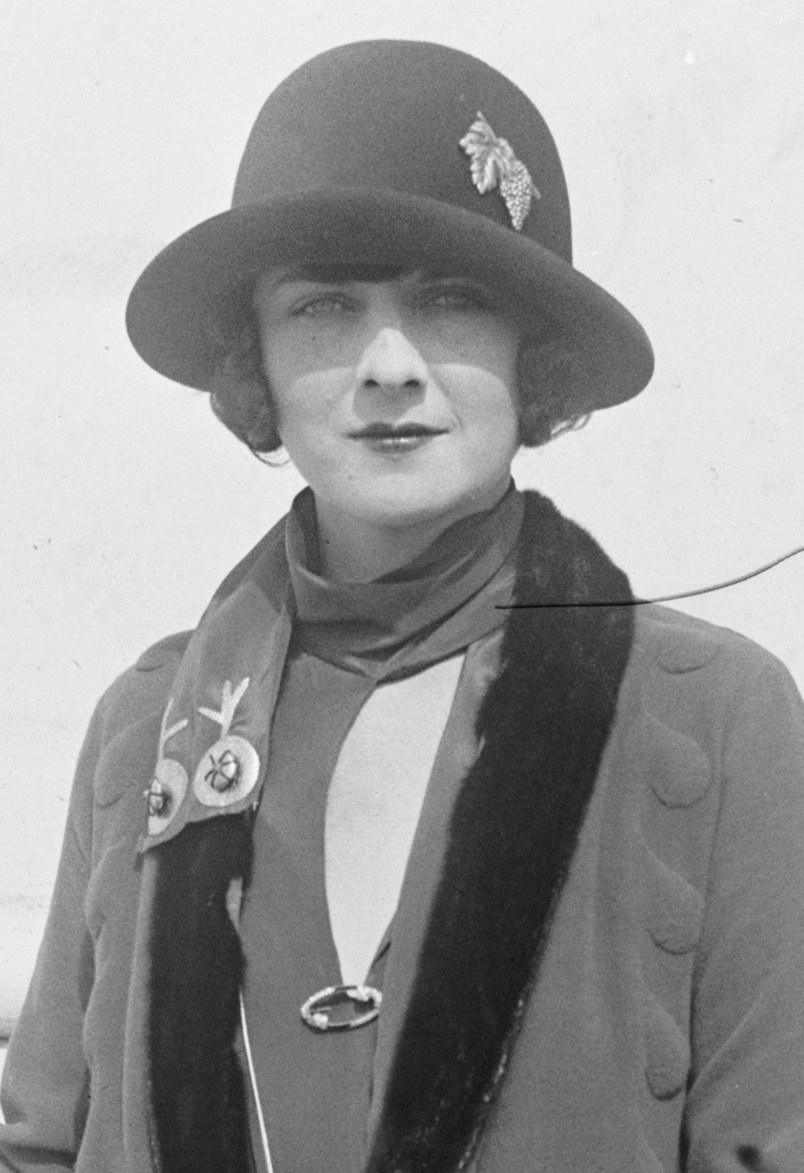
Alice Terry

Alice Terry, eigentlich Alice Frances Taafe, (* 24. Juli 1899 in Vincennes, Indiana; † 22. Dezember 1987 in Los Angeles, Kalifornien) war eine US-amerikanische Schauspielerin der Stummfilmzeit.

## Karriere
Alice Terry begann ihre Karriere beim Film 1916 bei der Gesellschaft Triangle, doch erst nach ihrer Ehe mit dem Regisseur Rex Ingram wurde sie, jetzt unter Vertrag bei den Metro Studios, ein Star. Ihre kühle Schönheit und damenhafte Erscheinung ließ sie besonders gut zur Geltung kommen neben Latin Lovers wie Rudolph Valentino in The Four Horsemen of the Apocalypse und Ramón Novarro, mit dem sie unter anderem in The Arab, Scaramouche und Lovers? zusammen auftrat.
Terry wirkte fast exklusiv in den Filmen ihres Ehemanns mit, so dass ihre Karriere nie die Höhen erreichte, die sie hätte anstreben können. Seit Mitte der 1920er lebte sie mit ihrem Ehemann an der Riviera, wo Ingram ein eigenes Filmstudio aufgebaut hatte. Der Tonfilm beendete ihre Laufbahn und sie kehrte daraufhin nie wieder ins Filmgeschäft zurück. Nach Ingrams Tod lebte Terry weiterhin in Hollywood und führte bis ins hohe Alter ein gesellschaftlich reges Leben.
Die Schauspielerin starb am 22. Dezember 1987 eines natürlichen Todes.

## Filmografie
- 1921: The Four Horsemen of the Apocalypse
- 1921: Siegende Kraft (The Conquering Power)
- 1922: Turn to the Right
- 1922: Der Gefangene von Zenda
- 1923: Die Flucht aus dem Paradies (Where the Pavement Ends)
- 1923: Scaramouche (Scaramouche)
- 1924: Araber (The Arab)
- 1925: Der Bandit (The Great Divide)
- 1925: Sackcloth and Scarlet
- 1925: Ein König im Exil (Confessions of a Queen)
- 1925: Any Woman
- 1926: Mare Nostrum
- 1926: Der Magier
- 1927: Verleumdung (Lovers?)
- 1927: Das größte Opfer (The Garden of Allah)
- 1928: Die drei Leidenschaften (The Three Passions)
- 1932: Baroud